# پالمیرانخل‌تباران
پالمیرانخل‌تباران (نام علمی: Borasseae) نام یک تبار از زیرخانواده کاکلی‌نخلان است.